# ラクサス・テクノロジーズ
ラクサス・テクノロジーズ株式会社（英: Laxus Technologies Inc.）は、広島市中区に本社を置き、ブランドバッグのサブスクリプション型シェアリング事業を行っている企業。ワールドの持分法適用会社。旧社名はエス株式会社。

## 概要
2006年8月に設立。2015年2月からブランドバッグのサブスクリプション型シェアリング事業を行っており、2019年10月にワールドの連結子会社となった。
2024年12月13日に東京証券取引所グロース市場に上場。上場と同時にワールドの連結子会社から持分法適用会社となった。上場後もワールドとの連携は維持する。
かつては、英会話教材「エブリデイイングリッシュ」、TOEIC教材等の出版・販売、教育・人材、美容・健康・食品などのWEBサイト・ECサイトの企画・開発・運営を行っていたが、いずれも2019年7月に撤退した。

## 現在手掛けている事業

### ブランドバッグのサブスクリプション型シェアリング事業
「Laxus」の名称で、ブランドバッグのシェアリングを行う。

## かつて手掛けていた事業

### 教育関連事業
一般用・TOEIC用・子供用の英会話商材の開発 、フランス語・ドイツ語・中国語学習商材の開発、大学受験対策の教材の開発、大学受験対策の映像授業サイトの開発 、多言語の翻訳・校正業務、
「エブリデイ出版教育センター」の運営・「無料オンライン予備校 エブリデイゼミナール」の開発。

### 美容健康関連事業
国内の工場で生産した健康食品などを販売 。

### 食品関連事業
全国に向けて広島発の味の提供

### 電動バイク事業
電動バイクの開発・販売を行う「ヒロシマモーターズ」を運営。
BTO電動バイクのオンライン通販。

## 沿革
- 2006年（平成18年） 8月 - エス株式会社として設立。
- 2010年（平成22年）11月 - 本社を広島市中区中町8-18 広島クリスタルプラザ14Fに移転。
- 2011年（平成23年） 5月 - 自然生活全商品2011年度モンドセレクション受賞[6]。
- 2011年（平成23年）10月 - 広島で発見した美人を発信するサイト「広島美人」を開設。
- 2011年（平成23年）11月 - 英会話教材『エブリデイイングリッシュ2』販売開始。
- 2012年（平成24年） 4月 - 「鯖みそガム」販売開始、ブルーベリーサプリ『iBerry』販売開始。
- 2012年（平成24年） 5月 - 自社運営サービス「The Communicator Awards」4部門受賞[7]。
- 2012年（平成24年） 7月 - ドイツ語学習教材「エブリデイジャーマン」販売開始。
- 2013年（平成25年） 1月 -「ヒロシマモーターズ」電動バイク「GS」が広島銀行に導入[8]。
- 2015年（平成27年） 2月 - 「Laxus」の名称で、ブランドバッグのサブスクリプション型シェアリング事業を開始。
- 2017年（平成29年） 1月 - 商号をラクサス・テクノロジーズ株式会社に変更。
- 2019年（令和元年）
  - 7月 - 教育関連事業及び美容・健康事業から撤退。
  - 10月 - 株式会社ワールドの連結子会社となる。
- 2024年（令和6年）12月 - 東京証券取引所グロース市場に上場。